# Пантюхов, Олег Иванович
Оле́г Ива́нович Пантюхо́в (25 марта 1882, Киев, Российская империя — 25 октября 1973, Ницца, Франция) — полковник лейб-гвардии 1-го стрелкового полка, герой Первой мировой войны, кавалер ордена св. Георгия 4-й степени. Участник Гражданской войны в России. Ведущий основоположник скаутского движения в России, руководивший им с 1909 года до своей смерти в 1973 году.

## Биография
Родился 25 марта 1882 в Киеве в семье Ивана Ивановича Пантюхова и его жены, баронессы Ольги Николаевны фон Кнорринг. Был младшим ребёнком в семье и имел пять старших братьев: Николая, Владимира (умер в пятилетнем возрасте), Андрея, Ивана и Михаила. В 1888 году семья переехала в Тифлис, где Олег учился в Тифлисском кадетском корпусе. В 1901 году окончил Павловское военное училище.
В 1908 году женился на Нине Михайловне Добровольской. По состоянию на 1 января 1909 являлся поручиком лейб-гвардии 1-й стрелкового Его Величества батальона. Прочитав в начале 1910 года русский перевод книги основателя всемирного скаутского движения Баден-Пауэлла «Юный разведчик», О. И. Пантюхов образовал летом 1910 года одну из первых русских скаутских дружин в Царском Селе. 19 декабря 1910 года О. И. Пантюхов встречался в С.-Петербурге с Р. Баден-Пауэллом, который находился в России по приглашению Николая II. После встречи с Баден-Пауэллом Пантюхов летом 1911 года посетил ряд зарубежных скаутских организаций и по материалам поездки написал книгу о европейском скаутском движении «В гостях у Бой-скаутов» (1911). В 1913 году был произведён в капитаны. В 1914 году разработал устав и 26 августа учредил Общество содействия мальчикам-разведчикам «Русский скаут» в Петрограде.
Во время Первой мировой войны Пантюхов с мая 1915 года находился на фронте, на 30.07.1915 в Лейб-гвардии 1-м стрелковом Его Величества полку. Полковник (пр. 30.07.1915; ст. 15.06.1915; на вакансию). Был награждён орденом Святого Георгия за мужество и храбрость в бою с немцами под местечком Майшагола 3 сентября 1915 года. 19 сентября 1916 года О. И. Пантюхов был контужен и проходил лечение в Ялте до мая 1917 года. В ноябре 1916 года был избран председателем Ялтинского союза Георгиевских кавалеров. Летом он согласился вернуться на фронт и вступить в командование 29-м Сибирским полком, но после встречи с солдатским комитетом полка решил отказаться и покинул фронт.
В августе 1917 года Пантюхов был назначен начальником 3-й Московской школы прапорщиков. 1 ноября 1917 года, после начала большевистского выступления в Москве, О. И. Пантюхов руководил обороной Кремля от большевиков. После сдачи Кремля оставил руководство школой и тайно уехал в Ялту. Через несколько дней в Ялту выехала и его семья. Участник Белого движения в составе ВСЮР. С весны 1919 в ОСВАГе на работе с молодёжью. На скаутском съезде в Новочеркасске в 1919 был избран Старшим скаутом России.
17 февраля 1920 года вместе с женой и детьми эмигрировал в Турцию, где образовал под своим руководством Константинопольскую дружину. 11 ноября 1920 года О. И. Пантюхов объявил об объединении всех зарубежных русских скаутских организаций в одну единую Организацию русских скаутов за границей (ОРСзг), но стал её главой только 30 августа 1922 года. Осенью 1922 года переехал в Нью-Йорк. 23 ноября 1924 года составил и сам утвердил временный устав Всероссийской национальной организации русских скаутов (ВНОРС). 27 ноября 1927 года стал заместителем председателя полкового объединения. К 1928 сотрудник «Казны Великого Князя Николая Николаевича». В 1935—1939 годах находился во Флориде. В 1951 году стал председателем отдела Гвардейского объединения в США, председателем объединения Лейб-гвардии 1-го стрелкового полка и его представителем в США. Член Союза Георгиевских кавалеров во Франции, член Гвардейского объединения (1960-е).
В 1937 году Пантюхов был награждён знаком русских скаутов орденом «Белый Медведь». 11 февраля 1942 года издал распоряжение впредь НОРС-Р именовать НОРР (Национальная организация российских разведчиков). Умер в Ницце в 1973 году, похоронен на православном кладбище Кокад там же.
Отец полковника американской армии Олега Олеговича Пантюхова, служившего во Вторую мировую войну личным переводчиком генерала Дуайта Эйзенхауэра, и художника-портретиста Игоря Олеговича Пантюхова.

## Сочинения
- Памятка юного разведчика. Санкт-Петербург : В. Березовский, 1911.
- В гостях у бой-скаутов. Санкт-Петербург : тип. Гл. упр. уделов, 1912.
- Боевая памятка стрелка его величества : [Крат. ист. очерк Лейб-гвардии 1 Стрелкового батальона]. Царское село : Царскосел. центр. типо-лит. С. М. Боровкова, 1912.
- Бой-скауты. Санкт-Петербург : тип. Гл. упр. уделов, 1914.
- Русским скаутам : Приказы, инструкции, информации и беседы Олега Ивановича Пантюхова, 1919—1928. Белград : Изд. Вестника скаута, 1929.
- О днях былых: семейная хроника Пантюховых. Maplewood, NJ. Durand House, 1969.
  - Английский перевод: Of time gone by. Durand House, 1989.